# Короткохвостый идиопсар
Короткохвостый идиопсар (лат. Idiopsar brachyurus) — вид птиц из семейства танагровых (ранее его помещали в семейство Emberizidae). При этом представляется, что они близки с представителями рода Phrygilus. Также отмечается близость с Idiopsar speculifera.

## Распространение
Обитают в Аргентине, Боливии и Перу.

## Описание
Длина тела 18—18,5 см. Один взвешенный самец весил 43 г. Крупное тело птицы заставляет хвост выглядеть коротковатым. Имеют очень длинный, крепкий пикообразный клюв.

## Биология
Рацион питания не исследован. Этих птиц наблюдали питающимися семенами и лишайником, росшим на камнях.
МСОП присвоил виду охранный статус LC.